# Timothy Beaumont
Timothy Beaumont, baron Beaumont of Whitley (ur. 22 listopada 1928, zm. 8 kwietnia 2008) – brytyjski polityk i duchowny anglikański. 
W latach 50. został duchownym anglikańskim. Początkowo był kapelanem, a następnie wikarym w Hongkongu. Do Anglii wrócił w 1959, odziedziczywszy olbrzymi majątek po śmierci ojca. Działał w ruchu na rzecz reformy kościoła, był redaktorem czasopism związanych z progresywnym nurtem anglikanizmu. W 1973 wystąpił ze stanu duchownego, do którego powrócił w 1984.
Od lat 60. był zaangażowany w działalność polityczną w Partii Liberalnej, którą hojnie wspierał finansowo. W latach 1967–1968 był jej sekretarzem, a w latach 1968-1970 przewodniczącym. Od 1967 par dożywotni, najpierw z ramienia Partii Liberalnej, następnie Liberalnych Demokratów. W 1999 wystąpił z Liberalnych Demokratów, nie godząc się z ich poparciem dla wolnego handlu, i wstąpił do Partii Zielonych, stając się ich pierwszym przedstawicielem w brytyjskim parlamencie.
Miał żonę i czworo dzieci.